# Kirbyville (Missouri)
Pour les articles homonymes, voir Kirbyville.
Kirbyville est un village situé au centre du comté de Taney, dans le Missouri, aux États-Unis,. 

## Démographie
Lors du recensement de 2010, le village comptait une population de 207 habitants. Elle est estimée, en 2018, à 224 habitants.

### Source de la traduction
- (en) Cet article est partiellement ou en totalité issu de l’article de Wikipédia en anglais intitulé « Kirbyville, Missouri » (voir la liste des auteurs).